# Vichte Military Cemetery
Vichte Military Cemetery is een Britse militaire begraafplaats met gesneuvelden uit de Eerste Wereldoorlog, gelegen in de Belgische gemeente Vichte. De begraafplaats ligt 900 m ten westen van de Oude Kerk, midden in een woonwijk en is bereikbaar via een pad van ongeveer 20 m. Ze werd ontworpen door William Cowlishaw en wordt onderhouden door de Commonwealth War Graves Commission. De begraafplaats heeft een nagenoeg rechthoekige vorm met een oppervlakte van ongeveer 800 m² en is omgeven door een bakstenen muur. Het Cross of Sacrifice staat op de lengteas dicht bij de toegang.
Er liggen 238 doden begraven waarvan 61 niet meer geïdentificeerd konden worden.

## Geschiedenis
Vichte werd in oktober 1914 zonder strijd door de Duitse troepen ingenomen en het bleef bezet tot 22 oktober 1918, toen het door de 9de (Schotse) Divisie werd bevrijd. Het station was reeds twee dagen eerder door het Royal Newfoundland Regiment veroverd. De begraafplaats werd in oktober 1918 aangelegd door de Burial Officers van de 9th en 31st Division. Na de wapenstilstand werden er nog slachtoffers uit de nabijgelegen slagvelden begraven. In juni 1933 werden nog 31 graven uit het kerkhof van Zwevegem naar hier overgebracht.
Er liggen ook twee gesneuvelden (waarvan 1 niet geïdentificeerd kon worden) uit de Tweede Wereldoorlog begraven. Zij kwamen om in mei 1940 toen het Britse Expeditieleger zich naar Duinkerke terugtrok.
Er rusten hier nu 226 Britten en 12 Canadezen.
De begraafplaats werd in 2009 als monument beschermd.

## Onderscheiden militairen
- Ralph Piggott Whittington-Ince, luitenant bij het East Yorkshire Regiment, John Blackie, luitenant bij de Royal Scots, Charles Ernest Phillips, luitenant bij het Royal Irish Regiment, Francis William Blake, onderluitenant bij de Durham Light Infantry, Henry Mornington Fisher, onderluitenant bij de Royal Field Artillery en Herbert Rufus Evlyn Irving, onderluitenant bij de Lancashire Fusiliers werden onderscheiden met het Military Cross. (MC).
- Compagnie sergeant-majoor W. Hillyard werd tweemaal onderscheiden met de Distinguished Conduct Medal en ontving ook nog de Military Medal (DCM and Bar, MM).
- sergeant Colin Campbell Gourlay en de compagnie sergeant-majoor T.M. Forrester werden onderscheiden met de Distinguished Conduct Medal (DCM).
- de sergeanten  Archibald Angus Shaw, W. Laidlaw en Henry James Hartnell, korporaal John O'Rourke, geleider C.G. Beaumont, de soldaten William P. King en R.F. Nightingale ontvingen de Military Medal (MM).